# Rüstsatz
Els Rüstsätz (plural Rüstsätze, Kit d'actualització) eren equips de modificació que es podien instal·lar ràpidament en el camp de batalla produïts per a la Luftwaffe durant la Segona Guerra Mundial. S'entregaven en forma de kit, generalment directes del fabricant dels avions, i van permetre modificacions de diversos avions alemanys utilitzats a la Segona Guerra Mundial.

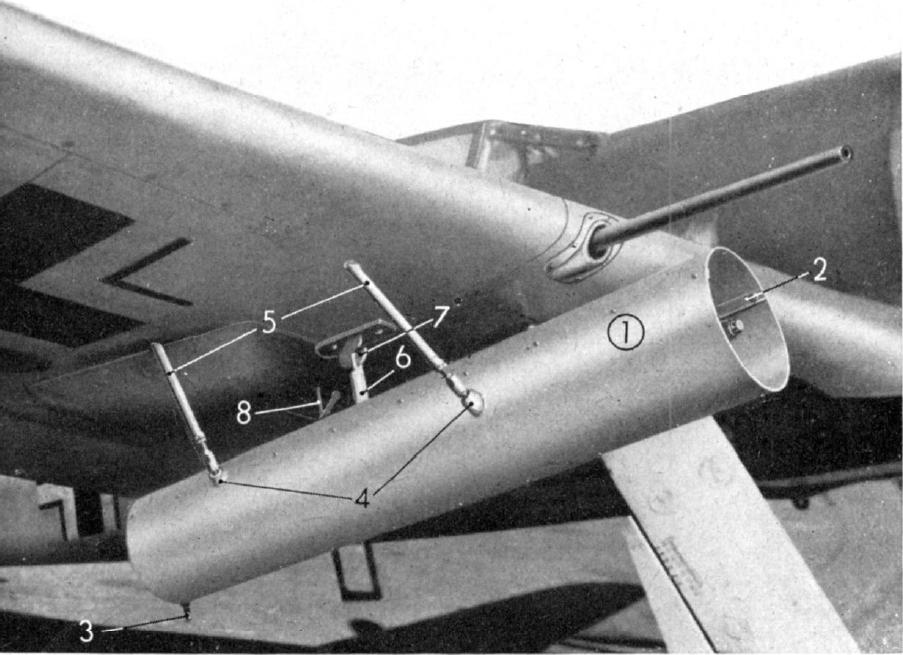
Focke Wulf 190 amb el Wurfgranate 42 de 21 cm. Detalls de l'ancoratge i mecanisme

## Variants i codificació
Els Rüstsätze es podrien instal·lar fàcilment i amb poques eines pel personal de terra, a diferència dels Umrüst-Bausätze (abreujat Umbau) que eren millores instal·lades a fàbrica. Es donava també que durant la producció, s'instal·lessin directament els Rüstatze per a satisfer les demandes de la Luftwaffe.
Els Rüstsätze incloïen canons o metralladores addicionals, muntats sovint en góndoles externes, punts d'ancoratge per a bombes i dipòsits, blindatge addicional, sistemes de combustible o diverses actualitzacions del sistema elèctric o ràdio. Els kits estaven numerats R1, R2, R3 i així successivament. Algunes d'aquestes actualitzacions esdevindrien gairebé estàndard per a certs avions.
El Reichsluftfahrtministerium (RLM) (Ministeri de l'Aire del Reich), va decidir identificar un avió equipat amb un Rüstsatz incloent en el seu nom un sufix format per la lletra R seguit d'una numeració progressiva: per exemple els Focke-Wulf Fw 190 A-4 equipat amb el Rüstsatz "R1" portaven la denominació "Fw 190 A-4/R1". De la mateixa manera, s'identificarva un avió equipat amb un particular Umbau mitjançant un sufix format per la lletra U i el número progressiu.

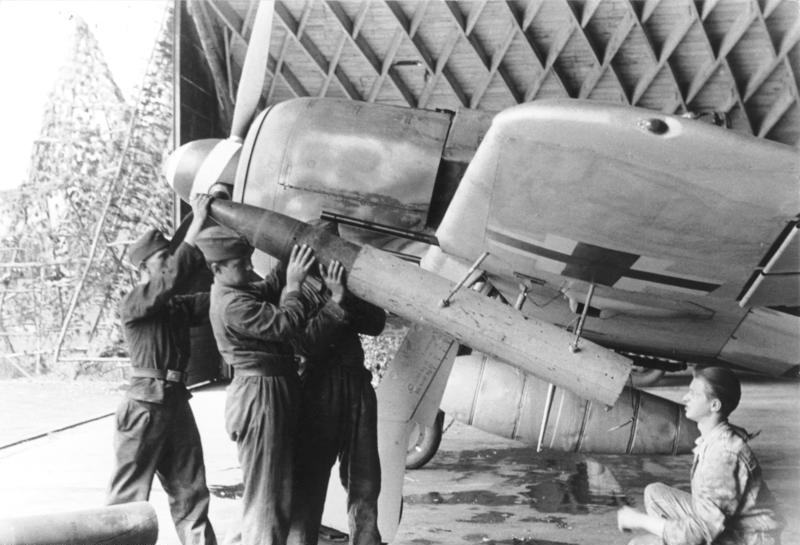
Municionant un Focke-Wulf Fw 190 equipat d'un Werfergranaten 21(WfG. 21)

S'anomenaven seguin un codi "/R" però la nomenclatura era sovint confusa, ja que cada tipus d'aeronau de la Luftwaffe - sempre definida pel seu número Reichsluftfahrtministerium RLM 8-xxx - utilitzava la seva pròpia sèrie única dins la sèrie /R (així com els codis /U per als kits Umrüst-Bausatz) Així, el kit "/R2" per a un Messerschmitt Bf 109G corresponia a l'adaptació d'un parell de potents llançadors de coets muntats sota l'ala Werfer-Granate 21 (Wfr. Gr. 21 o BR 21), mentre que el Focke-Wulf 190 utilitzava el "/R6" com a designació per a aquesta mateixa adaptació.
Dels Rüstsätze que es té més documentació són els del Focke-Wulf Fw 190, el Messerschmitt Bf 109 i el Henschel Hs 129